# Кербела
Кербела (араб. كربلاء) — місто в Іраку, за 100 км на південний захід від Багдада, столиця провінції Кербела. Населення — 572 300 жителів (2003).
Шиїти вважають Кербелу одним зі своїх найбільш священних міст після Мекки, Медини, Єрусалима та Ен-Наджафа, оскільки тут під час Кербельської битви 680 року солдатами Язіда ібн Муавії був обезголовлений імам Хусейн.
Також тут відбулась ще одна битва у 2003 році.

## Відомі жителі
- Відомий поет Мухаммед Фізулі.
- Муджтаба Ширазі — іракський шиїтський священнослужитель.